# Shane Rangi
Shane Rangi (3 de febrero de 1969) es un actor neozelandés.
Rangi ha hecho de muchos personajes en las películas de The Chronicles of Narnia. En The Lion, The Witch and the Wardrobe hizo del General Otmin, y del centauro que hace sonar el cuerno cuando los niños Pevensie entran al campamento de Aslan. En El príncipe Caspian hizo de Asterius el Minotauro, del Oso Salvaje y de Aslan. En la película La travesía del Viajero del Alba hace de Tavros el Minotauro.
Shane también aparece en la miniserie Espartaco: Dioses de la arena como Dagan – un gladiador sirio reclutado.

## Filmografía

### Doble
| Año  | Título                                                         | Papel                        | Notas         |
| ---- | -------------------------------------------------------------- | ---------------------------- | ------------- |
| 2001 | El Señor de los Anillos: la Comunidad del Anillo               | Bruja-Rey                    | No acreditado |
| 2003 | El Señor de los Anillos: el retorno del Rey                    | Líder de Harad 2             |               |
| 2005 | The Chronicles of Narnia: The Lion, the Witch and the Wardrobe | General Otmin                |               |
| 2008 | Las crónicas de Narnia: el príncipe Caspian                    | Asterius / Hombre lobo       |               |
| 2010 | Las crónicas de Narnia: la travesía del Viajero del Alba       | Tavros                       |               |
| 2014 | The Dark Horse                                                 | Oficial de policía #1        |               |
| 2014 | El hobbit: la batalla de los Cinco Ejércitos                   | Refugiado de Ciudad del Lago | No acreditado |
| 2016 | Chronesthesia                                                  | Hombre misterioso            |               |
| 2018 | Pacific Rim: Uprising                                          | Grupo de Sonny #1            |               |

### Televisión
| Año  | Título                        | Papel | Notas       |
| ---- | ----------------------------- | ----- | ----------- |
| 2011 | Espartaco: Dioses de la arena | Dagan | 6 episodios |
| 2015 | Thomas y sus amigos           |       | animación   |

### Stunts
| Year | Title                                            | Papel | Notes |
| ---- | ------------------------------------------------ | ----- | ----- |
| 2001 | El Señor de los Anillos: la Comunidad del Anillo |       |       |
| 2002 | El Señor de los Anillos: las dos torres          |       |       |
| 2003 | El Señor de los Anillos: el retorno del Rey      |       |       |